# Wilhelm Taube
Willhelm Taube af Karlö, död 1662 i Stockholm, var friherre av Karlö (i Estland), riksråd 1653 och generalrikspostmästare 1654–1655 och 1658–1661. 
Den 8 februari 1654 utsåg drottning Kristina riksrådet Wilhelm Taube till generalrikspostmästare. Taube skulle hädanefter överta ledningen över postväsendet och som ersättning få Stockholms postkontors inkomster. Taubes tid som postchef blev emellertid inte långvarig. I samband med att han den 8 juli 1655 utnämndes till överstemarskalk hos drottning Hedvig Eleonora upphörde hans chefskap över posten och hans föregångare Johan von Beijer blev åter generalrikspostmästare. Men eftersom Beijer inte fullgjorde sina ekonomiska förpliktelser återinsattes Taube den 8 maj 1658. Den 13 november 1661 avgick en sjuklig Taube som chef för postverket och redan följande år avled han.